# Erwinius prognatus
Erwinius prognatus  (лат.) — вид мелких ос из семейства Dryinidae, единственный в составе рода Erwinius и подсемейства Erwiniinae. Южная Америка: Эквадор, Напо (провинция), Reserva Ethnica Waorani, 00°39.10’S 76°26.0’W, на высоте 220 м. Самки крылатые, длина тела 3,12—3,43 мм, коричневые. Голова прогнатическая, гладкая и блестящая. Усики 10-члениковые; нижнечелюстные щупики состоят из 4 сегментов, а нижгнегубные — из 2. Клипеус крупный, почти вдвое больше ширины глаз. Жвалы с 3 апикальными зубчиками. У самок соотношение члеников усиков равно 20:7:22:9:8:6:6:6:6:8. Формула шпор голеней: 1, 1, 2; задние голени с двумя шпорами, одной очень длинной и одной короткой малозаметной. Пронотум втрое короче скутума (6:17). Мезоплевры, метаплевры и проподеум гладкие и блестящие.
Передние ноги не клешневидные, как у большинства других ос-дриинид, чем новый таксон напоминает представителей подсемейства Aphelopinae, например Aphelopus (однако, у последних голова гипогнатическая и клипеус меньше по размеру). Род назван в честь энтомолога Терри Эрвина (Dr. Terry L. Erwin), собравшего типовые экземпляры нового вида в 1994 году.